# Sphagnum efibrillosum
Sphagnum efibrillosum là một loài rêu trong họ Sphagnaceae. Loài này được A.L. Andrews mô tả khoa học đầu tiên năm 1937.